# Los Rastrojos
Los Rastrojos est la capitale de la paroisse civile de José Gregorio Bastidas de la municipalité de Palavecino de l'État de Lara au Venezuela. Elle est dans la partie sud de la couronne urbaine de l'agglomération de Barquisimeto, capitale de l'État.